# Humour chez Victor Hugo
 (mars 2021).
La mise en forme du texte ne suit pas les recommandations de Wikipédia : il faut le « wikifier ».
Les points d'amélioration suivants sont les cas les plus fréquents. Le détail des points à revoir est peut-être précisé sur la page de discussion.
- Les titres sont pré-formatés par le logiciel. Ils ne sont ni en capitales, ni en gras.
- Le texte ne doit pas être écrit en capitales (les noms de famille non plus), ni en gras, ni en italique, ni en « petit »…
- Le gras n'est utilisé que pour surligner le titre de l'article dans l'introduction, une seule fois.
- L'italique est rarement utilisé : mots en langue étrangère, titres d'œuvres, noms de bateaux, etc.
- Les citations ne sont pas en italique mais en corps de texte normal. Elles sont entourées par des guillemets français : « et ».
- Les listes à puces sont à éviter, des paragraphes rédigés étant largement préférés. Les tableaux sont à réserver à la présentation de données structurées (résultats, etc.).
- Les appels de note de bas de page (petits chiffres en exposant, introduits par l'outil «  Source ») sont à placer entre la fin de phrase et le point final[comme ça].
- Les liens internes (vers d'autres articles de Wikipédia) sont à choisir avec parcimonie. Créez des liens vers des articles approfondissant le sujet. Les termes génériques sans rapport avec le sujet sont à éviter, ainsi que les répétitions de liens vers un même terme.
- Les liens externes sont à placer uniquement dans une section « Liens externes », à la fin de l'article. Ces liens sont à choisir avec parcimonie suivant les règles définies. Si un lien sert de source à l'article, son insertion dans le texte est à faire par les notes de bas de page.
- La présentation des références doit suivre les conventions bibliographiques. Il est recommandé d'utiliser les modèles {{Ouvrage}}, {{Chapitre}}, {{Article}}, {{Lien web}} et/ou {{Bibliographie}}. Le mode d'édition visuel peut mettre en forme automatiquement les références.
- Insérer une infobox (cadre d'informations à droite) n'est pas obligatoire pour parachever la mise en page.

Pour une aide détaillée, merci de consulter Aide:Wikification.
Si vous pensez que ces points ont été résolus, vous pouvez retirer ce bandeau et améliorer la mise en forme d'un autre article.

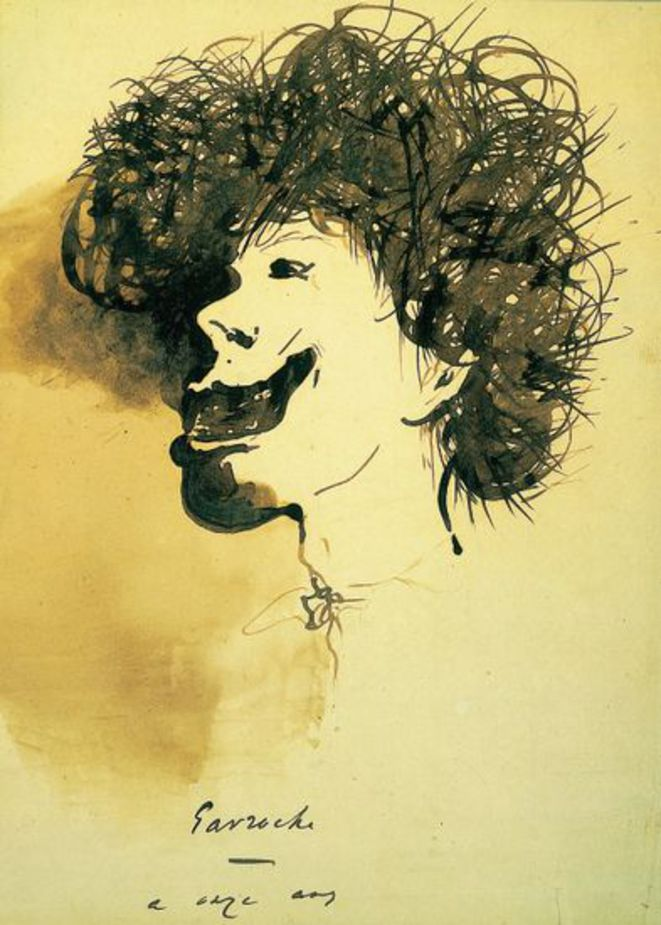
Victor Hugo Gavroche à 11_ans plume, encre et lavis, sur papier, 1861-1862 Maison de Victor Hugo, Hauteville House.

Contrairement à l’impression que pourraient susciter ses portraits toujours sévères, le rire était un élément fondamental de la personnalité de Victor Hugo . Pendant l’exil, il écrit : « Mon moi se décompose en : Olympio, la lyre. Hermann, l’amour. Maglia, le rire. Hierro, le combat. » Le personnage de Maglia, inventé, semble-t-il, aux alentours de 1835 , nous éclaire donc sur un aspect essentiel du caractère et de l’œuvre de Hugo. Dans Océan, on peut lire : « Il y avait dans l’Olympe un treizième dieu, le dieu Rire », ainsi que « Venez, rieurs ! je vous invoque ! » Il faut donc tenir compte de « son rire olympien et sa joie homérique »  , ou de sa propension à « quelque fantaisie inattendue et folle » destinée à faire rire ses enfants . Juliette Drouet lui écrit : « Je trouve que vous riez bien souvent pour un homme grave.» Ses amis aussi se rappellent un homme « gai, presque trop gai » (Sainte Beuve) , « sa belle humeur puissante, [ ...] souveraine » (Jules Clarétie) , son « opulente gaieté », son « grand rire » .

## Le rire comme arme

### Combat littéraire
Dans sa lutte contre les tenants de l’ordre ancien, Hugo brandit deux armes : les idées et le rire. Il se sert de ce dernier pour pourfrendre les auteurs à courte vue et à petit talent, tel Népomucène Lemercier, académicien qui s’opposa à l’élection de Hugo à l’Académie : « Lemercier fait du bon et du mauvais ; mais il fait mieux le mauvais que le bon. » Du poète Jules Lefèvre-Deumier, il dit qu’il « élabore sa pensée avec peine et souffrance. Il a des hémorrhoïdes au cerveau. » Désiré Nisard, d’un classicisme acharné, lui sert de prétexte pour lâcher le commentaire météorologique : « Un froid de dix degrés au-dessous de Nisard.» Quand un conservateur littéraire comme Victor Cousin lui lance lors d’une séance de l’académie que « la décadence de la langue française a commencé en 1789 », Hugo réplique : « A quelle heure, s’il vous plaît ? »

### Combat politique
Hugo savait écraser les hommes politiques qu’il méprisait sous un rire acerbe. André Dupin en fit plusieurs fois les frais. Après l’éloge reçu par Dupin à l’Académie, Hugo écrit : « Je savais bien qu’on pouvait l’acheter, mais je ne savais pas qu’on pouvait le louer. » Le Maréchal Mac Mahon ne fut pas épargné, notamment dans ses vers à la conclusion osée : 
« Mac-Mahon, tant de fois vaincu,
Es-tu donc avide de gloire
Au point de jouer dans l’histoire
Le même rôle que Monk eut ? »
Cependant, la cible principale fut évidemment Louis-Napoléon. Les commentaires au vitriol vont du portrait que le poète en trace dans Napoléon le Petit ; ; à ce rappel : « Cambronne, à Waterloo, a enterré le premier empire d’un mot où est né le second ; en passant par cette flèche décochée dans les Châtiments aux prêtres serviles qui « entonnent leur salvum fac imperatorum » (les syllabes marquées en gras évoquent le terme ‘‘faquin’’) .

## Hugo théoricien du rire

### Esthétique du rire
Hugo voit dans le rire une composante essentielle de son esthétique – cela est particulièrement avéré dans son théâtre, dans lequel on trouve un rire allié de la dérision, de la moquerie et un autre né de l’émotion, de la sympathie . Selon Anne Ubersfeld, le théâtre de Hugo repose sur le grotesque en tant que « rapport immédiat [...] du rire et de la mort. » Le grotesque incarne la nature matérielle de l’homme, sa chair mortelle, quand le sublime en exprime le caractère spirituel, incorruptible. L’artiste doit rendre compte de cette dualité voulue par Dieu. Le drame est alors le lieu d’élection du poète car il lui permet de réunir ces deux composantes que le classicisme a toujours dissociées. Pour cela, il se sert du rire grotesque qui, en relevant ce qui est bas et en rabaissant ce qui est élevé, redonne à chacun une plus juste place dans la représentation de la vie.Il importe cependant de comprendre que le sublime contient une part de grotesque et inversement .

### Rire et satire sociale
Le rire grotesque déstabilise l’ordre social, en dénonçant la bassesse de l’aristocratie (Bon appétit, Messieurs ! - Ruy Blas, v.1058) et ses valeurs trahies (« C’est quelque mouton d’or qu’on va se pendre au cou », Hernani, - v.401), tout en montrant que la noblesse se trouve du côté des humbles. Le rire peut aussi se révéler inquiétant chez un personnage comme le roi Carlos qui lance des remarques comiques tout en menaçant de mort ceux qui tenteraient de s’opposer à lui, comme la duègne ou Hernani.

### Procédés
Puisque le sublime contient une part de grotesque et inversement, le rire hugolien joue à effacer de diverses manières la frontière qui les séparait.

#### Rapprochement avec la comédie
Hugo ne craint pas de faire usage d’artifices propres à l’univers de la comédie et l’on voit un roi se cacher dans un placard, comme le Horace de Molière dans son armoire ; le noble Don César tomber d’une cheminée ; Don Carlos et Hernani, Ruy Blas et Don César recourir aux déguisements. Tout ceci fait dire à Anne Ubersfeld que l’on assiste là à une « carnavalisation du monde » .

#### Ruptures de ton
Anne Ubersfeld cite un exemple où le lyrisme de Hernani a pour pendant le prosaïsme de Doña Sol qui interrompt son amant et s’adresse à sa servante pour lui ordonner : « Josefa, fais sécher le manteau » (Hernani, I, 2, 69 ).

#### Trivialités
À l’acte V, scène 6, l’emploi incongru en 1830 du mot ‘‘lit’’ par Doña Sol, renforcé par le double sens qu’elle lui donne, a suscité les rires du public.Anne Ubersfeld souligne par ailleurs que Hugo s’attendait à cette réaction  .

#### Sonorités
« Oui, de ta suite, ô roi ! de ta suite – j’en suis. / Nuit et jour, en effet, pas à pas, je te suis ! » (Hernani - I, 4, 381). À nouveau, Anne Ubersfeld note que le jeu de mots provoqua des commentaires scandalisés . Plus loin, on trouve un autre calembour : « demain/des mains »(Hernani -  I, 3, 374-375).

## Registres du comique chez Hugo

### Comique verbal

#### Calembour
Hugo use avec délectation du calembour qui, dit-il, « est la fiente de l’esprit qui vole. » (Les Misérables - I,3,7). D’ailleurs, son ami Antoine Fontaney se souvient de ses « calembours à perte de vue. » Le procédé peut prendre la forme de l’à-peu-près, comme dans les Misérables : « Bière qui coule n’amasse pas mousse » (Les Misérables - I,3, 7), ou le « Autant en emporte le ventre ! » de Gavroche (Les Misérables - IV,11, 1). La syllepse est employée, entre autres, dans la réplique d’Alceste du Misanthrope (Le  Misanthrope - I, 2, 376) que Hugo applique à un homme politique avec glissement de sens : « Il est bon à mettre au cabinet. » La diaphore aussi lui offre de multiples occasions de glisser des bons mots : « Les diplomates trahissent tout, excepté leurs émotions », ou encore, dans la bouche d’un croquemort :  « Ami, tu portes bien la bière et mal le vin. » La paronomase : « L’abbé de Lamennais. Première phase : sans calotte. Deuxième phase : sans culotte. » 

#### Jeu sur les sonorités
Hugo affectionne les rimes drolatiques : « Il me flanque à la porte, et pour ultimatum / M’octroie un coup de pied formidable au bottom. »  Il se risque à associer ‘‘voyou’’ à ‘‘love you’’ , ‘’Noé’’ et ‘’noyé’’ . Son exil dans les îles anglo-normandes a également aiguisé son oreille aux sonorités étrangères : « Shakespeare ! Chexpire ! On croit entendre mourir un auvergnat ! » Et il prête une oreille attentive aux rumeurs d’« expioulcheunes » . Le latiniste averti qu’il est se laisse souvent aller à des blagues de potache, entre les ‘’manquavimus le train’’, ‘’flanquatus eris à la porte’’, ‘’pas n’aime et cire sans cesse’’ .

#### Argot
Dans la quatrième partie des Misérables, Victor Hugo s’étend au livre VII sur « l’argot qui rit », celui qui par l’expression d’une « gaîté diabolique et énigmatique » permet aux exclus de se donner une identité créatrice . Un exemple se trouve dans les Travailleurs de la Mer où la définition qu’un personnage donne du revolver comme étant « un pistolet qui recommence la conversation » sonne aujourd’hui à une oreille française comme du Michel Audiard .

### Comique du corps

#### Sexualité
Il se laisse aller dans son œuvre à quelques propos osés pour l’époque et qui prêtent à sourire. Ainsi, la mère Thénardier des Misérables aurait eu Gavroche par effet du froid. (Les Misérables - III, 2, 3, 1) . Dans les Travailleurs de la Mer, les diables profitent du sommeil des maris et du réveil de leurs femmes pour engrosser celles-ci . (Les Travailleurs de la mer - Ire partie, livre I, Chap. 2 ) 
Il lui arrive même de se laisser aller au rire obscène. Une strophe de Toute la Lyre sera censurée pour son dernier vers : « Et lui prends le cu [sic]. »
Dans ses carnets, il fait rimer ‘‘cocu/ beau cu [sic]’’, ‘‘obèse/Oh ! baise !’’ Il ose des « Tu me patines / Trop les tétines / Et mon mari/En est marri. »

#### Scatologique
On le surprend plus rarement à ce type d’humour, comme dans : « ... à nous deux nous faisons le tonnerre ; /Toi tu le fais en haut, moi je le fais en bas. [...] Un pet / Me suffit. » 

### Comique visuel
Selon la définition du petit Robert de la langue française, l’humour consiste à « présenter la réalité de manière à en dégager les aspects plaisants et insolites. » Victor Hugo y excelle incontestablement. Il exerce son exceptionnel talent d’observation à déceler le grotesque dans le monde qui l’environne et celui de poète à le traduire en métaphores. Voici, dans le soir, « un petit nuage [...] qui faisait des moustaches au profil de la lune. » La lune, encore, qui, cette fois, « ne montrait qu’une fesse » et qu’un dessin évocateur vient illustrer .
Lors d’un voyage en Flandre belge, il remarque : « Les statues ont du ventre, les anges ne sont pas joufflus, ils sont bouffis. Tout cela a bu de la bière. » Sur une page des carnets, cette observation amusante : « Le numéro 22 se promène dans l’étang sous la forme d’un couple de canards.»  La forme du 6 et du 9 lui suggère une grivoiserie où le premier symbolise l’homme prêt à l’amour, tandis que le second serait le même fatigué .

### Comique de situation
Pour Hugo, les voyages ont été une source inépuisable de drôlerie. Les gens, en particulier, le fascinent : le porteur Oyarbide, engagé à Bayonne, qui se décharge des bagages sur le dos d’une vieille femme ; le guetteur et sa femme qui officient dans le clocher de Notre-Dame de Châlons-en-Champagne, et leur enfant « un petit gnome à figure bizarre » ; une jolie guide normande  qui lui dévoile « beaucoup de choses romaines, et beaucoup de sa personne » ; ces cultivatrices en jupes courtes, penchées vers la terre, « dont on voyait surtout la première syllabe. »

### Humour noir
Celui-ci, fondé sur un grotesque sombre, trouve une illustration dans la remarque de Gringoire sur sa pendaison possible qui, en le laissant « en suspens », lui assurerait « une mort tout empreinte de pyrrhonisme. » 

### Misogynie
Hugo ne dédaigne pas les piques habituelles à l’égard des femmes. Celles-ci ont de commun avec la mer qu’elles sont « sujettes de la lune et du vent » ; elles aiment tant les beaux parleurs « qu’on [les] prend par les oreilles, comme les lapins » ; l’âge les rend moins désirables – d’où la remarque que « en vieillissant, la rose prend deux S » .

### Cynisme
Hugo aime à choquer les idées reçues, notamment en matière de religion, en montrant, par un sourire, que le dieu austère de l’Église n’est pas le sien. « L’éternel vous paraît un peu vif pour son âge » dit-il aux bigots parce que la nature leur semble tomber dans l’orgie à chaque printemps . Il n’hésite pas à parler de Dieu sur un ton familier. Dans Dieu éclaboussé par Zoïle, par exemple, il affecte de présenter le créateur comme un piètre artiste, adepte du maniérisme. Il en profite pour glisser dans le poème une pointe à Gustave Planche, ennemi juré de Hugo .

### Autodérision
Henri Guillemin voit dans ces vers une allusion au vieux couple que Hugo forme avec Juliette Drouet :
« Il me manque des dents, sa taille s'avachit. [...] / Les ans derrière nous s'en vont dans la bruine. / Tous deux en même temps nous tombons en ruine. » Et dans ce poème des années de l’exil, Hugo peint le portrait du poète vieillissant qu’il doit se garder de devenir : « On s’accoude à son poële au lieu d’aller rêver [...]. On s’alourdit [...] » On se retrouve tout juste bon à fabriquer des vers « dignes d’être scandés aux écoles primaires.» 

## Comique dans l’œuvre picturale
Pour Hugo, si le beau n’a qu’un type, le laid en a mille .» Aussi a-t-il a croqué dans ses carnets ou sur des feuilles volantes, un certain nombre de faces grotesques. Il aime à représenter des trognes déformées par le rire et qui résument la misère humaine, mélange de joie et de souffrance .  Il pouvait s’agir de caricatures, comme celles retrouvées de Louis-Philippe, de Napoléon III, des ministres André Dupin (Dupinus valeto) ou Odilon Barrot, de tel auteur classique recevant un prix de poésie remis par l’Académie, tel autre s’insurgeant contre les novateurs . Il invente par ailleurs des figures tel « Pista », type du Français moyen ou imagine certains de ses  personnages : on connaît ainsi plusieurs portraits de Gavroche.